# Idioma huetar
El idioma huetar, que pertenece probablemente a la familia chibcha, servía como lingua franca a la mayoría de los pueblos indígenas del interior de Costa Rica, y desapareció desde el siglo XVII, al extremo de que hoy solo se conocen de él algunas pocas palabras, conservadas principalmente en la toponimia de varios lugares costarricenses (por ejemplo, son de origen huetar los nombres de Aserrí Acserí, Barva, Curridabat Curriravá, Turrialba Toriaravá, Tucurrique, Ujarrás, Tibás ("agua fría"), etc.), y algunos nombres de plantas y animales.
Los principales estudios con respecto a este idioma se deben al filólogo costarricense Miguel Ángel Quesada Pacheco.

## Fonología
La reconstrucción del sistema fonológico del huetar debe basarse en los testimonios que han perdurado, como algunos antropónimos conservados en la documentación colonial, topónimos, y ciertos huetarismos que aún se mantienen en el habla cotidiana de Costa Rica.

### Vocales
Los españoles, al transcribir los términos huetares, utilizaron las cinco vocales propias de esta lengua. No obstante, el análisis de las grafías revela la presencia de alternancias y vacilaciones en la escritura de las vocales átonas, lo que puede interpretarse como indicio de la existencia de timbres vocálicos distintos a los del español.